# Freden i Basel

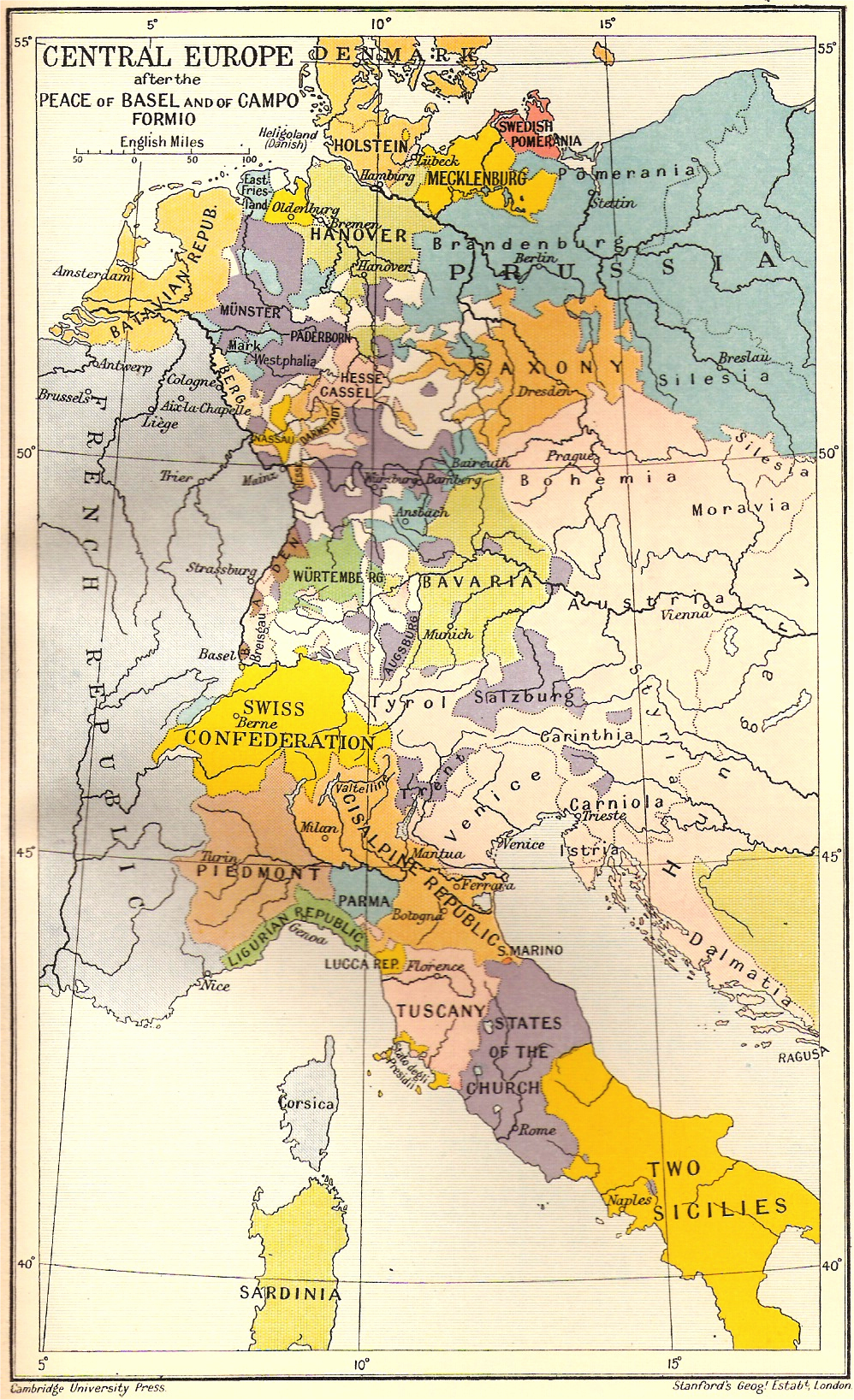
Frankrikes östgräns efter freden i Basel

Freden i Basel var tre separatfreder som slöts 1795 mellan Frankrike och tre motståndarländer under första koalitionskriget mot det revolutionära Frankrike under de franska revolutionskrigen.
- 5 april med Preussen, som fick avstå de delar av Cleves-Jülichområdet som låg väster om Rhen till Frankrike.
- 22 juli med Spanien, som avstod östra Hispaniola till Frankrike.
- 28 augusti med Hessen-Kassel.